# Louis Aimé Dubreton
Pour les articles homonymes, voir Dubreton.
Louis Aimé Dubreton, né le 19 juillet 1760 à Ploërmel (Morbihan), mort le 9 octobre 1823 à Saint-Martin-de-Ré (Charente-Maritime), est un militaire français de la Révolution et de l’Empire.

## États de service
Louis Aimé du Breton est le fils de Paul Julien du Breton, avocat au parlement de Bretagne, lieutenant du maire de Ploërmel, et de Marie Jeanne Le Guen. Il est le frère du général-baron Jean-Louis Dubreton.
Il entre en service le 1er mars 1778, comme volontaire au régiment de Condé-infanterie, et le 1er novembre suivant, il passe sous-lieutenant dans les volontaires étrangers de la marine, avant d’être admis en la même qualité dans le corps des volontaires étrangers de Lauzun le 1er avril 1780. De 1778 à 1781, il sert durant la guerre d'indépendance des États-Unis, et le 11 octobre 1783, il entre dans le régiment de hussards de Lauzun.
Le 12 juin 1784, il est nommé lieutenant dans le régiment de la Martinique, et le 15 décembre 1786, il passe dans le bataillon auxiliaire des colonies. Le 26 janvier 1791, il embarque avec un détachement pour le Cap-Français (actuel Cap-Haïtien), et il est de retour en France le 24 juin 1791 sur la frégate La Seine. Il reçoit son brevet de capitaine le 20 janvier 1792, et il est placé à la tête d’une compagnie de grenadiers du 41e régiment d’infanterie avec laquelle il fait les campagnes de 1792 à l’an II, aux armées de Mayence et de l’Ouest. 
Chef de bataillon le 20 juin 1793, il commande le fort Saint-Charles pendant le siège de Mayence, et il est blessé à la tête et à la cuisse le 12 juillet 1793. Le 27 septembre 1793, il est employé comme adjudant-général chef de bataillon, et il se signale le 17 octobre suivant devant Cholet, où il reçoit un coup de feu à la jambe droite. Le 9 juillet 1794, il obtient une pension de retraite de 1 600 francs, mais il est rappelé à l’activité avec le grade d’adjudant-général chef de brigade à l’état-major de l’armée de l’Ouest le 13 juin 1795. Il est mis en non activité le 29 juillet 1795, et autorisé à se retirer dans ses foyers à cause de ses blessures.
Rappelé de nouveau au service le 2 février 1796, le Directoire lui confie le commandement d’armes de troisième classe de l’île de Ré. Il est fait chevalier de la Légion d’honneur le 25 mars 1804, et le roi Louis XVIII lui donne la croix de chevalier de Saint-Louis le 10 décembre 1814. Il est admis à la retraite le 11 mars 1815, et il est élevé au grade d’officier de la Légion d’honneur le 6 novembre 1815.
Il meurt le 9 octobre 1823, à Saint-Martin-de-Ré.

## Famille
- Frère du général de division Jean-Louis Dubreton (1773-1855).

## Sources
- A. Lievyns, Jean Maurice Verdot, Pierre Bégat, Fastes de la Légion-d'honneur, biographie de tous les décorés accompagnée de l'histoire législative et réglementaire de l'ordre, Tome 4, Bureau de l’administration, 1844, 640 p. (lire en ligne), p. 339.
- « Cote LH/817/10 », base Léonore, ministère français de la Culture
- Louis Aimé Dubreton  sur roglo.eu
- Léon Hennet, Etat militaire de France pour l’année 1793, Siège de la société, Paris, 1903, p. 91.
- Revue de Saintonge & d'Aunis: Bulletin de la Société des archives historique, Volume 23, Saintes, 1903, p. 239.
- René Pocard du Cosquer de Kerviler et Louis Marie Chauffier, Répertoire général de bio-bibliographie bretonne, Volume 12, J. Plihon et L. Hervé, 1900, p. 405.
- L. Gaudeau, Glossaire français polyglotte, dictionnaire historique, étymologique, raisonne et usuel de la langue française et de ses noms propres, Volume 2, Delahoussaye & Chaudesaignes, 1847, p. 453.